# Медина, Рикардо (младший)
Рикардо Медина-младший (англ. Ricardo Medina Jr.; род. 24 января 1979; США, Калифорния, Керн) — американский актёр пуэрториканского происхождения. Наиболее известен ролью Коула Эванса, красного дикого рейнджера и лидера команды в телесериале «Могучие Рейнджеры: Дикий мир», а также ролью Декера, получеловека-полунайлока, призрака в телесериале «Могучие рейнджер: Самураи».
Провёл в тюрьме более трех лет за непредумышленное убийство своего соседа по комнате.

## Биография
Рикардо родился 24 января 1979 года в США штата Калифорния в округе Керн.
По происхождению является пуэрториканцем. У Рикардо имеются два брата и одна сестра. Он учился в начальной школе, занимался многими видами спорта, участвуя в различных турнирах по футболу, хоккею и боксу. С детства увлекался боевыми искусствами.
Актёрскую карьеру начал в 2002 году и закончил её в 2012 году. Спусят пару лет у него начались проблемы с законом. Завершилась ли его карьера навсегда — неизвестно.

## Фильмография
| Год       | Название                          | Роль                                              | Дополнение                                              |
| --------- | --------------------------------- | ------------------------------------------------- | ------------------------------------------------------- |
| 2002      | Могучие Рейнджеры: Дикий мир      | Коул Эванс/красный дикий рейнджер и лидер команды | 40 эпизодов                                             |
| 2003      | Скораяпомощь                      | Эйдан Фенвик                                      | Эпизод: «Ни одно доброе дело не остается безнаказанным» |
| 2004      | C.S.I.: Место преступления Майами | Лэнс                                              | Эпизод: «Деньги ни за что»                              |
| 2005      | Кепт                              | Участник (выбыл 5-м)                              |                                                         |
| 2005      | Confessions of a Pit Fighter      | Дэвид Кастильо                                    |                                                         |
| 2007      | Колдовство                        | Джек Белл/ Дрион                                  |                                                         |
| 2008      | Парасомния                        | Офицер                                            |                                                         |
| 2011-2012 | Могучие рейнджер: Самураи         | Декер                                             | 24 эпизода                                              |
| 2012      | Bad Blood                         | Марк                                              |                                                         |

## Убийство
1 февраля 2015 года Медина был арестован после того, как 31 января он якобы зарезал своего 38-летнего соседа по комнате Джошуа Саттера. Саттер был ранен в живот средневековым мечом «Конан-варвар» в доме в Грин-Вэлли, к западу от Палмдейла, Калифорния.
Рикардо вызвал службу экстренной помощи, и по прибытии в больницу Саттер был объявлен мёртвым.
Первоначально Медина находился под залогом в 1 миллион долларов, но прокурор округа не предъявил ему никаких обвинений из-за требований о проведении дальнейшего расследования, поэтому он был освобождён 3 февраля 2015 года.
Медина утверждал, что он нанес Саттеру ножевое ранение по причине самообороны после того, как Саттер силой открыл дверь в спальню Медины, в которую Медина и его девушка удалились после ссоры между Мединой и Саттером. Медина жил в доме в Зеленой долине примерно два месяца.
14 января 2016 года он был снова арестован по обвинению в убийстве в связи со смертью Саттера. В то время Медине грозил возможный приговор к пожизненному заключению с возможностью условно-досрочного освобождения через 26 лет, а прокуратура планировала потребовать, что бы Медина был задержан под залог в 1 миллион долларов.
16 марта 2017 года Медина признал себя виновным по одному пункту обвинения в умышленном убийстве. 30 марта 2017 года Медину приговорили к максимальному сроку в 6 лет лишения свободы.
В 2020 году Медина-младший был освобождён из тюрьмы. Это выяснилось из интервью коллеги.